# Beeckerwerth
Beeckerwerth ist ein Duisburger Stadtteil im Stadtbezirk Meiderich/Beeck. Der Stadtteil hat 3.798 Einwohner (Stand 31. Dezember 2023) und eine Fläche von 7,62 km².

## Lage
Beeckerwerth liegt rechtsrheinisch in einem Rheinbogen in Duisburg. Mit der linken Rheinseite ist der Stadtteil über die Autobahn A 42 verbunden.
Werth bedeutet „Insel“ oder „Halbinsel“. Beeckerwerth ist die „Beecker Insel“. Bis ins Mittelalter war der Ort vollständig von Wasser umgeben: westlich und nordwestlich vom Rhein, östlich und nordöstlich von der Emscher und südlich von einem Nebenarm der Emscher, der Monnarde. Bis zum frühen Mittelalter lag der heutige Ort, zumindest Teile davon, noch auf der linken Seite des Rheins.

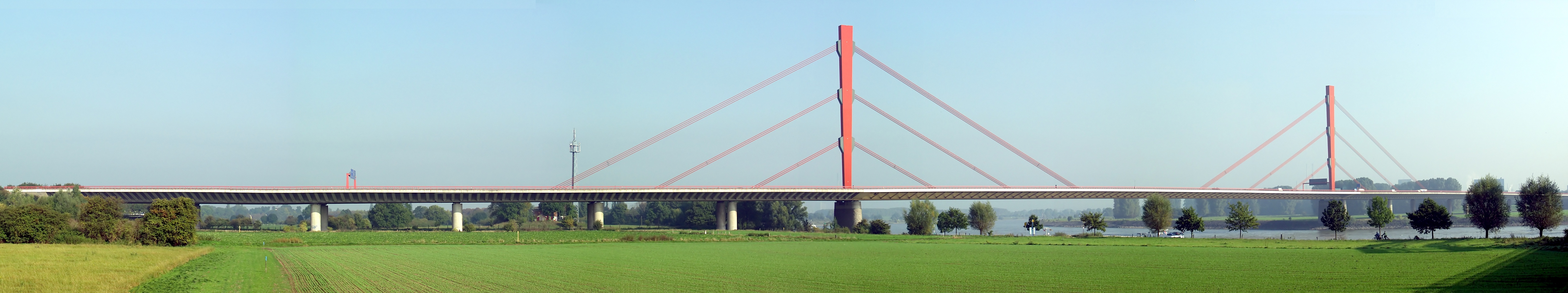
Rheinbrücke bei Duisburg-Beeckerwerth von anderer Rheinseite DU-Baerl fotografiert

## Geschichte
Die Herren von Beeck, das Adelsgeschlecht von Stecke, ließen sich im 13. Jahrhundert als erste in Beeckerwerth nieder. Hier errichteten sie am Rhein ihr Gut Haus Knipp. Das befestigte Schloss wurde erstmals 1292 erwähnt, als auf der Anhöhe einer kleinen Insel – einer Knypp – gelegen. Bis zu seiner Zerstörung durch Überflutungen im Jahre 1571 war es Sitz der Gerichtsbarkeit. 1620 wurde es wieder neu errichtet, allerdings weiter landeinwärts von Beeckerwerth. Die Gerichtsbarkeit zog in das Kirchdorf Beeck, zu dessen Amt die Bauerschaft Beeckerwerth gehörte. 1809 wurde das Amt Beeck französisch und mit Holten zur Bürgermeisterei Holten zusammengefasst. 1886 wurde die Bürgermeisterei Beeck wieder selbständig. 1904 wurde Beeckerwerth zusammen mit Beeck und Laar nach Ruhrort eingemeindet. Am 1. Oktober 1905 wurde Beeckerwerth durch die Eingemeindung Ruhrorts ein Duisburger Stadtteil.
Der Industrielle August Thyssen kaufte Anfang des 20. Jahrhunderts den Großteil des Beeckerwerther Grundeigentums auf, 1914 auch Haus Knipp und dessen Ländereien. Das Haus Knipp fiel der Rheindeicherhöhung von 1939 zum Opfer. Die Haus-Knipp-Eisenbahnbrücke, 1912 erbaut, 1945 gesprengt und 1946 wieder aufgebaut, führt 2 km nördlich des abgerissenen Hauses Knipp über den Rhein.
1916 begann man in Beeckerwerth mit dem Abteufen eines ersten Schachts zur Kohleförderung. Es entstanden Zechenkolonien und die Bevölkerung wuchs rasch von etwa mehr als 100 auf über 4.000 Einwohner. Die anwohnenden Bergleute gründeten 1925 den Sportverein SV Beeckerwerth. Die höchste Einwohnerzahl hatte der Stadtteil Anfang der 1960er Jahre mit fast 7.500 Bewohnern. 1963 wurde die Zeche in Beeckerwerth geschlossen.